# Rigatz Jancsi
Rigatz Jancsi (Rigatz János, Rigac; Szentkatalin, 1838. május 28. – Sásd, 1861. január 5.) Baranya vármegye híres magyar betyára.

## Élete
Szentkatalinban földművescsaládban született. Gyakran Alsómocsolád és Ág közti Almás területén portyázott, többször kifosztotta a Sztankovánszky-kastélyt. Az 1850-es években utazók, kereskedők megsarcolásával, kisebb lopásokkal vált hírhedtté. A hagyományok szerint azonban segítette a szegény sorsúakat. Zsandárok ütöttek rajta az almási csárdában. A legenda szerint elárulták, egy egész csapat zsandár jött érte, az ablakon keresztül lőtte le egyikük a betyárt. 1861. január 5-én halt meg, és Sásdon temették el.

## Emlékezete
- Alsómocsoládon 2007-ben pihenőt alakítottak ki, itt emléktábla és egy betyárszobor[1] őrzi az emlékét. 2013-ban a helyi pénzt is rigacnak nevezték el. Az évente megrendezett kés- és fejszehajító bajnokság a Rigac-kupáért zajlik.[2]
- Bikalról lovas kocsis kirándulásokat szerveznek a környékre.
- Sásdon 2017-ben helyreállították a temetőben található sírját.[2]

### A szépirodalomban
- Rigaczról több legenda, két népballada[3] és több meseszerű történet is szól.
- Varsányi Gyuláné Bükkösdi Márta: „Nyomoztam Rigatz Jancsi után…” (2013)
- Szélesi Sándor 2019-ben megjelent regényének, A szellemtáltos legendája című misztikus történelmi kalandtörténetnek egyik szereplője (A 17. fejezet címe: Rigatz Jancsi kincse).[4]